# Krerowo (stacja kolejowa)
Krerowo – nieczynna stacja kolejowa na zlikwidowanej wąskotorowej linii kolejowej Poznań Kobylepole Wąskotorowy - Środa Wielkopolska Miasto. Mieści się w Krerowie, w gminie Kleszczewo, w powiecie poznańskim, w województwie wielkopolskim. Linia ta została otwarta w dniu 23 czerwca 1902 roku. Rozebrana została w 1978 roku.